# Asystasia vogeliana
Espèce
Synonymes
- Asystasia kalantha Lindau[2]
- Asystasia longituba Lindau[2]

Asystasia vogeliana est une espèce de plantes à fleurs de la famille des Acanthaceae que l'on observe en Afrique tropicale jusqu'au Soudan du Sud et au nord-ouest de la Tanzanie.
Son épithète spécifique vogeliana rend hommage au botaniste allemand Julius Rudolph Theodor Vogel (en).

## Description

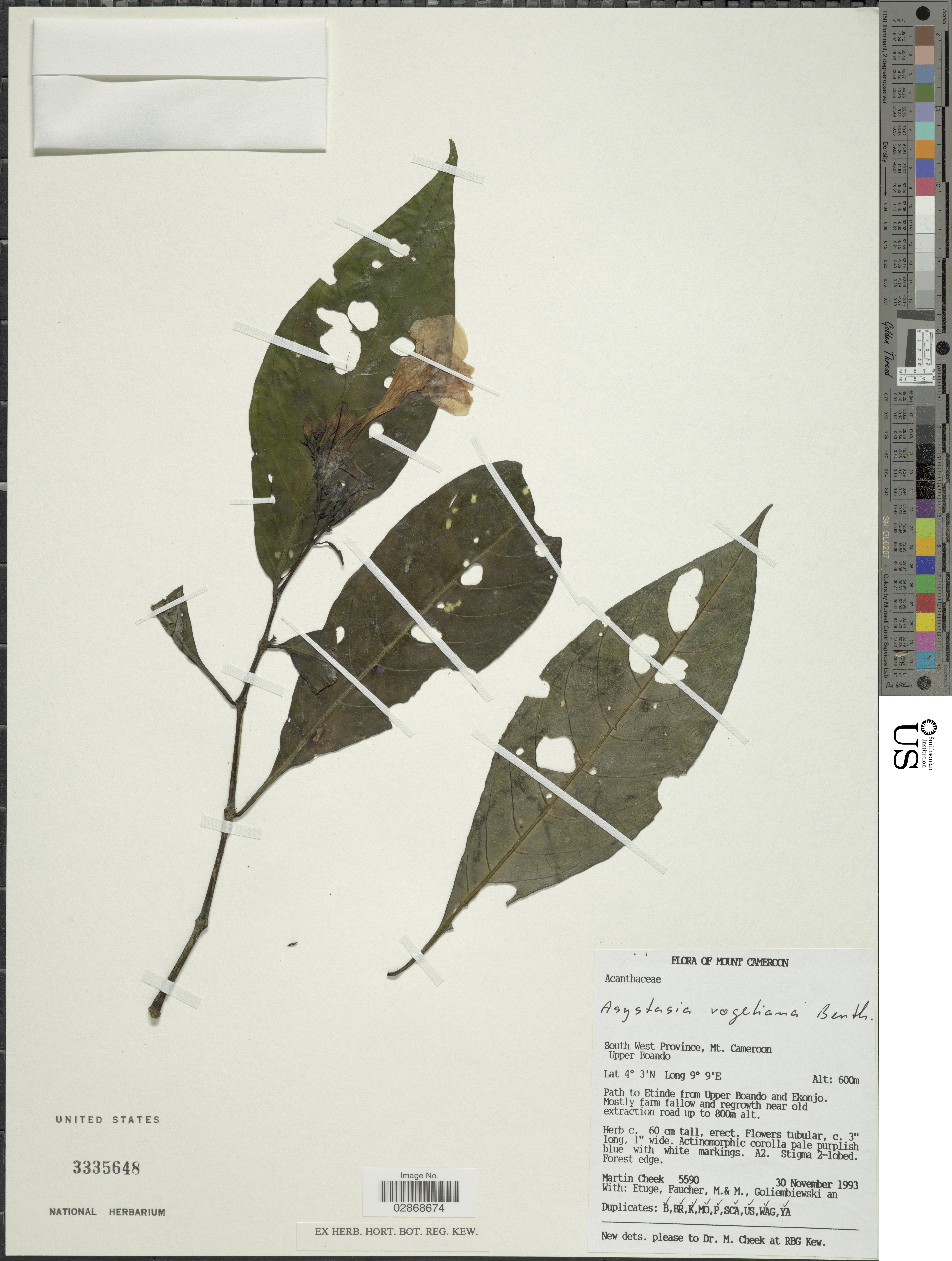
Spécimen récolté en 1993 au mont Cameroun.